# كوكو (عطر)

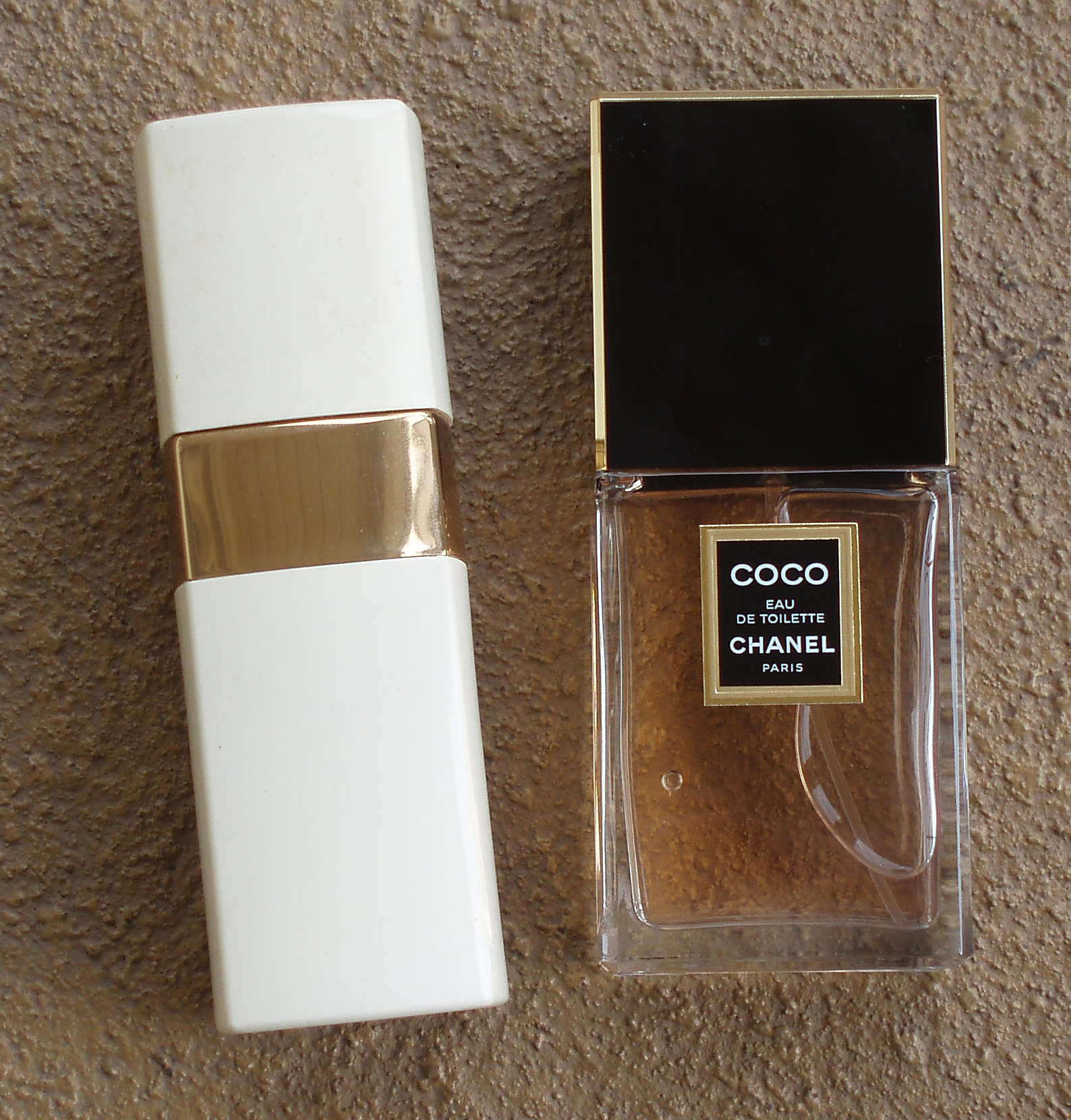
عطر كوكو من شانيل

كوكو هو عطر نسائي من شانيل، وعرض لأول مرة في عام 1984. وقد صمم العطر جاك بولج.